# Игуасу (водопад)
Вижте пояснителната страница за други значения на Игуасу.
Игуасу̀ (на португалски: Iguaçu; на испански: Iguazú) е името на водопади в Южна Америка. Думата „Игуасу̀“ означава „Голяма вода“, от индиански произход е и идва от племената тупи или гуарани. Със своя дебит (от 500 до 6500 m³/s) той е 2 пъти по-пълноводен от Ниагара.
Водопадите Игуасу се намират на границата между Аржентина – щат Мисионес (80%) и Бразилия – щат Парана (20%) и са образувани преди 120 милиона години. Те представляват съвкупност от 275 водопада, създадени от река Игуасу и Парана непосредствено до устието ѝ. Всички водопади са разположени във формата на подкова. Най-големият и впечатляващ от тях е водопадът „Дяволското гърло“. Водопадите са част от бразилския Национален парк Игуасу от едната страна (Аржентина) и част от Национален парк Игуасу от другата страна в Бразилия. Двата парка заедно са най-големият субтропичен резерват в света. И двата парка са в списъка на UNESCO.
Огромното количество водопади, разположени под формата на подкова с дължина 2700 m, привличат над 700 хиляди туристи всяка година. Това е един от най-посещаваните туристически обекти в Южна Америка.
В зависимост от състоянието на водната маса в реката, броят на водопадите варира от 150 до 300, а височината им е между 40 и 82 m. Средното количество вода от реката, което връхлита от водопадите, е около 1500 m³/s, като през различните годишни сезони варира между 500 и 6500 m³/s.

## Сравнения с други значими водопади
Твърди се, че когато видяла Игуасу, първата дама на САЩ Елинор Рузвелт възкликнала: „Бедната Ниагара!“ (който с неговите 50 m е с една трета по-нисък). Игуасу също често се сравнява с водопада Виктория в Южна Африка, който разделя Замбия и Зимбабве. Игуасу е по-широк, но се състои от приблизително 275 дискретни водопада и големи острова. За разлика от него Виктория има най-голямата водна завеса в света, повече от 1600 m широчина и над 100 m височина (при нисък дебит Виктория е разделена на пет от островите; при голям дебит може да бъде непрекъсната). По-широките водопади са изключително големи и бързи, като например Бойома („Водопади Стенли“).
Игуасу е шестият по големина водопад в света по отношение на средния си годишен дебит след Ниагара, със среден размер на 1746 m³/s. Неговият максимален записан дебит е 45 700 m³/s на 9 юни 2014 г. За сравнение, средният дебит на Ниагарския водопад е 2400 m³/s, с максимално записан дебит от 8300 m³/s. Средният дебит на водопада Виктория е 1088 m³/s, с максимално записан дебит от 7100 m³/s.
Водната пара (мъгла) се издига между 30 и 150 m при Дяволското гърло Игуасу, а е повече от 300 m при Виктория. Обаче Игуасу има по-добри изгледи и пътеки и формата му позволява зрелищни гледки. На определено място човек може да стои и да бъде заобиколен от водопади на 260°. В Дяволското гърло водата се влива от три страни. Също така, понеже Игуасу е разделен на множество относително малки водопади, може да ги видите последователно. Физическата структура на Виктория не позволява това, тъй като тя е по същество един водопад, който пада в каньон.

## Игуасу и филмовата индустрия
Игуасу е част от пейзажа на следните филми:
- Le cascate dell'Ignazu (1907)
- Moonraker (1979)
- The Mission (1986)
- The Country Bears Down Under (1990)
- Baraka (1992)
- Extermineitors IV: Como hermanos gemelos (1992)
- O Trem Caipira (1994)
- Tummy (1995)
- Happy Together (1997)
- Mr. Magoo (1997)
- Miami Vice (2006)
- In the Hands of the Gods (2007)
- Индиана Джоунс и кралството на кристалния череп (2008)
- OSS 117: Rio ne répond plus (2009)
- Salve Geral (2009)
- Operação X (2011)
- Капитан Америка: Войната на героите (2016)
- If Cats Disappeared From the World (2016)
- A Fantastic Woman (2017)
- Черната пантера (2018)